# Prapratno
Prapratno ist eine touristische Siedlung auf der kroatischen Halbinsel Pelješac. Die Siedlung liegt nur unweit von Ston, einem historisch bedeutenden Ort aus den Zeiten der Republik Dubrovnik, zu dessen Gemeinde sie gehört. In Prapratno befindet sich ein Campingplatz und eine Fähranlegestelle, von der aus man die Insel Mljet erreichen kann. Der Ort liegt unweit der Straße D 414 von Ston in Richtung Orebić im Nordwesten der Halbinsel.

## Weblinks

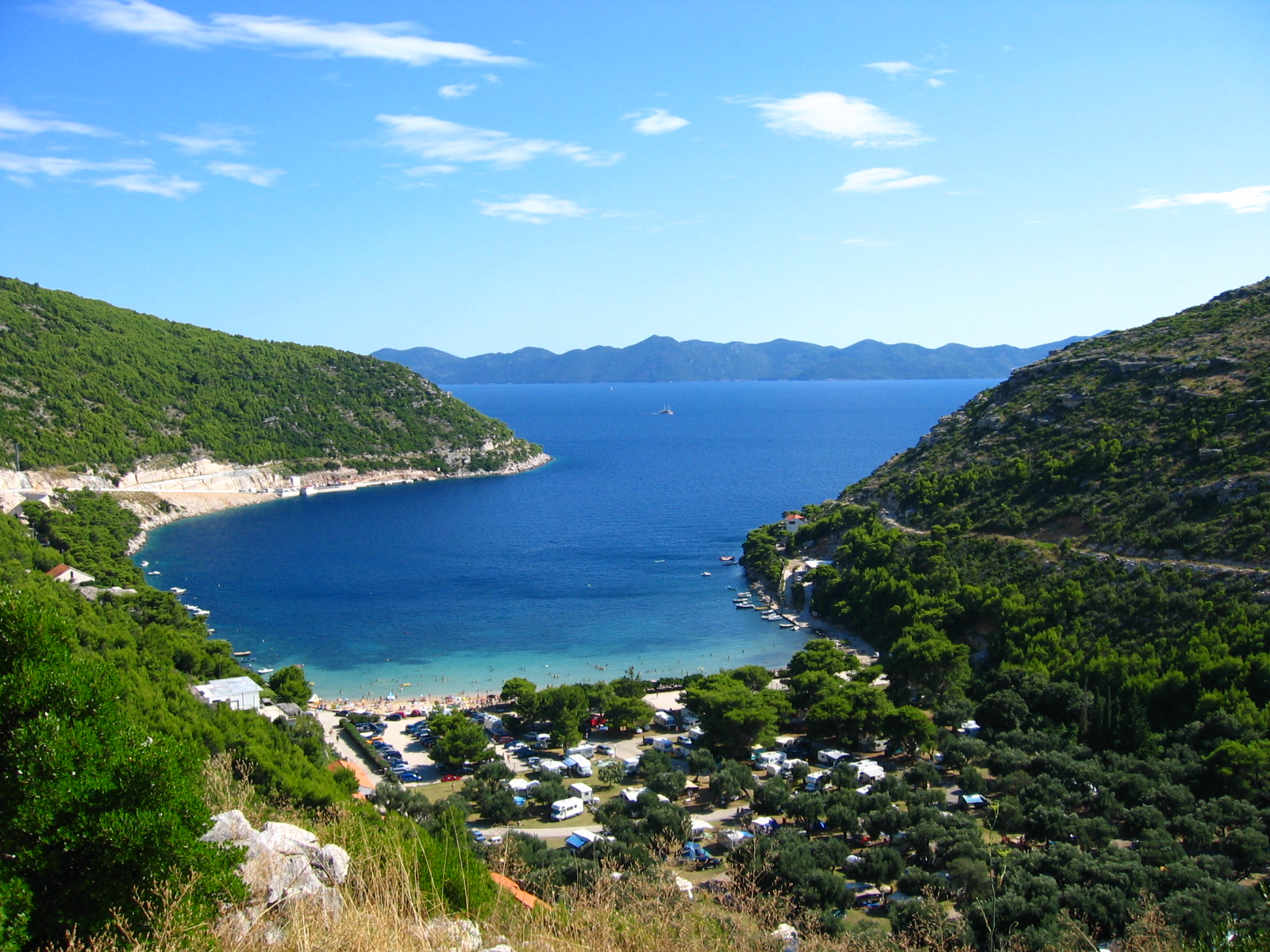
Prapratno auf der Halbinsel Pelješac
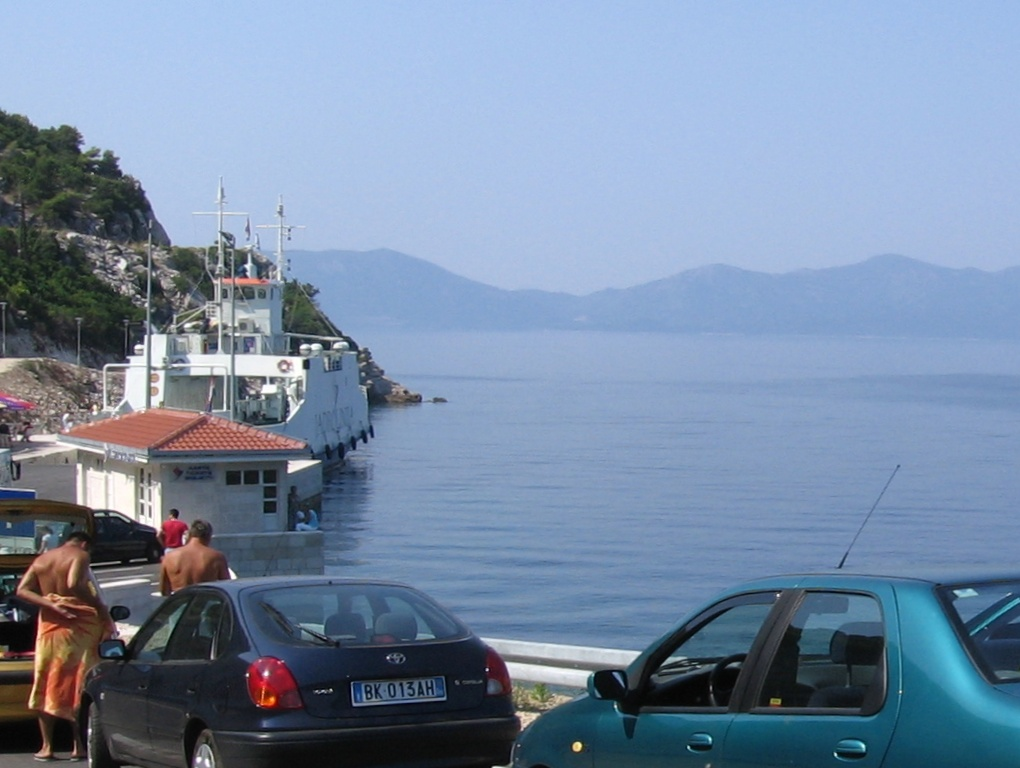
Fähre Prapratno